# Língua gestual de Honduras
A Língua Gestual das Honduras (no Brasil: Língua de Sinais das Honduras) é a língua gestual dominante usada pela comunidade surda das Honduras. 